# Vicky Jenson
Victoria Jenson, född 4 mars 1960, är en amerikansk filmregissör av både live-action och animerade filmer.

## Filmografi (i urval)

### Filmer
- 2001 – Shrek
- 2004 – Hajar som hajar
- 2024 – Förtrollningen